# Limasawa
Limasawa is een gemeente in de Filipijnse provincie Southern Leyte op het eiland Limasawa. Bij de laatste census in 2007 had de gemeente bijna 6 duizend inwoners.

## Geografie

### Bestuurlijke indeling
Limasawa is onderverdeeld in de volgende 6 barangays:
- Cabulihan
- Lugsongan
- Magallanes
- San Agustin
- San Bernardo
- Triana

## Demografie
Limasawa had bij de census van 2007 een inwoneraantal van 5.831 mensen. Dit zijn 674 mensen (13,1%) meer dan bij de vorige census van 2000. De gemiddelde jaarlijkse groei komt daarmee uit op 1,71%, hetgeen lager is dan het landelijk jaarlijks gemiddelde over deze periode (2,04%). Vergeleken met de census van 1995 is het aantal mensen met 904 (18,3%) toegenomen.

De bevolkingsdichtheid van Limasawa was ten tijde van de laatste census, met 5.831 inwoners op 6,98 km², 835,4 mensen per km².